# Binodoxys brevicornis
Binodoxys brevicornis är en stekelart som först beskrevs av Alexander Henry Haliday 1833.  I den svenska databasen Dyntaxa används istället namnet Misaphidus brevicornis. Enligt Catalogue of Life ingår Binodoxys brevicornis i släktet Binodoxys och familjen bracksteklar, men enligt Dyntaxa är tillhörigheten istället släktet Misaphidus och familjen bracksteklar. Arten är reproducerande i Sverige. Inga underarter finns listade.